# Amitostigma kinoshitae
Amitostigma kinoshitae är en orkidéart som först beskrevs av Tomitaro Makino, och fick sitt nu gällande namn av Rudolf Schlechter. Amitostigma kinoshitae ingår i släktet Amitostigma och familjen orkidéer. Inga underarter finns listade i Catalogue of Life.

## Bildgalleri

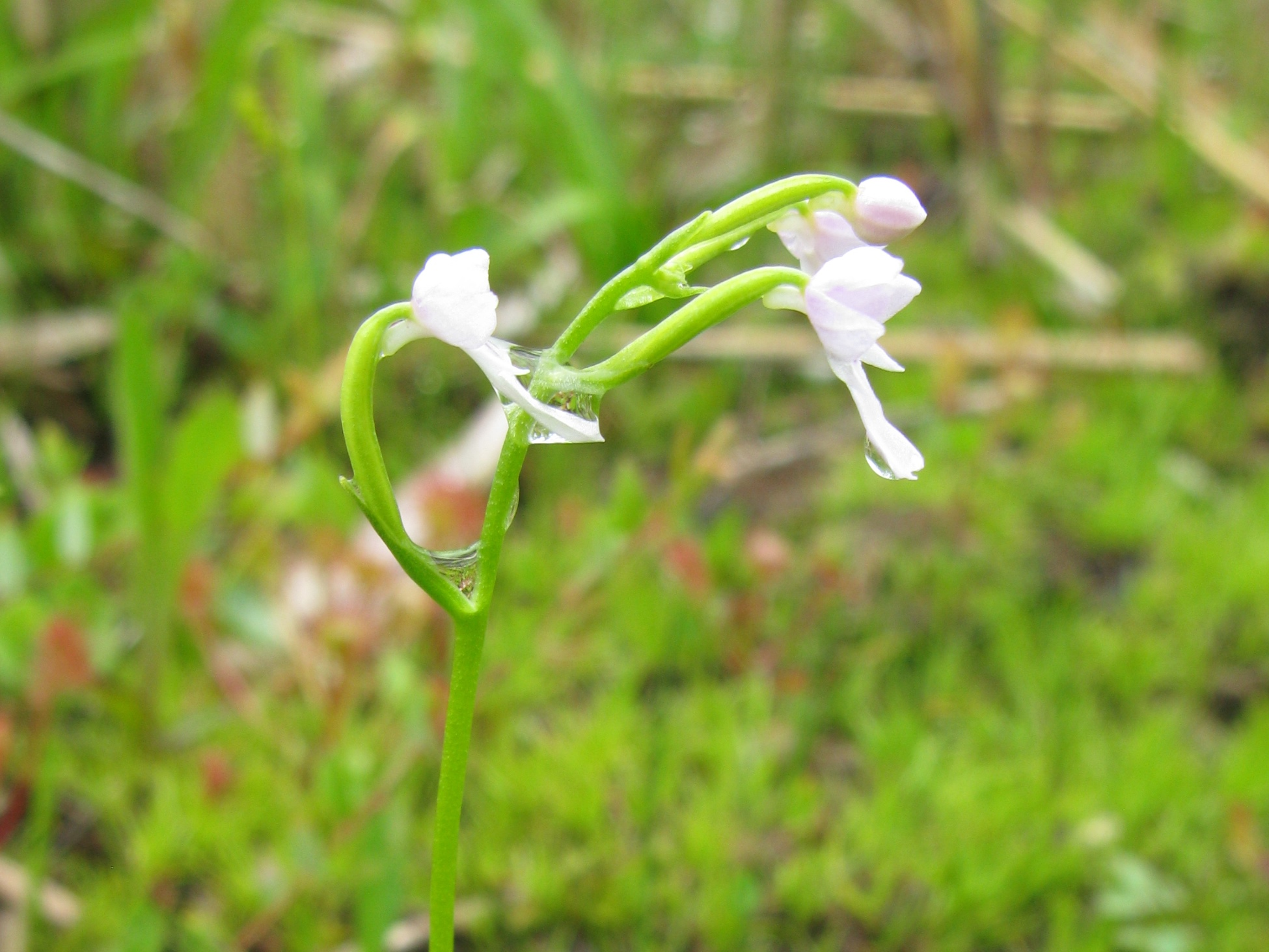
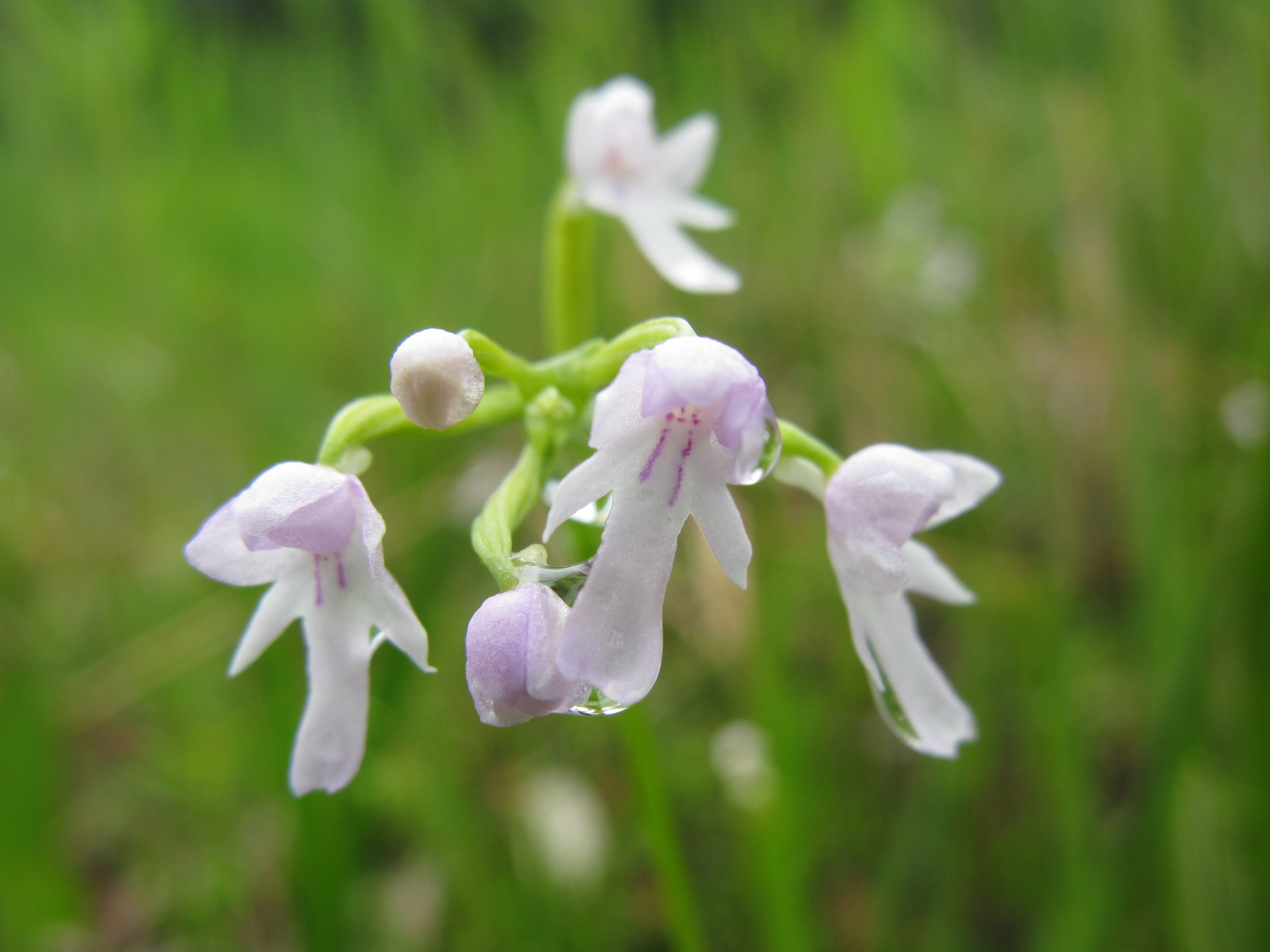